# Love Lockdown
Love Lockdown – pierwszy singiel promujący album 808s & Heartbreak.

## Notowania
| Notowania (2008)                     | Najwyższa pozycja |
| ------------------------------------ | ----------------- |
| Australian Singles Chart             | 30                |
| Canadian Hot 100                     | 5                 |
| German Singles Chart                 | 8                 |
| Irish Singles Chart                  | 4                 |
| New Zealand Singles Chart            | 11                |
| Italian Singles Chart                | 38                |
| Portuguese Singles Chart             | 50                |
| Swedish Singles Chart                | 12                |
| U.S. Billboard Hot 100               | 3                 |
| U.S. Billboard Pop 100               | 12                |
| U.S. Billboard Hot R&B/Hip-Hop Songs | 26                |
| UK Singles Chart                     | 8                 |